# Kei's Weekend Tee Shot!
『Kei's Weekend Tee Shot!』（ケイズ・ウィークエンド・ティー・ショット）は、JFN加盟局の一部で放送されていたFM OSAKA制作のラジオ番組である。制作局のFM OSAKAでは2008年9月6日から2010年9月25日まで放送。
慶元まさ美がパーソナリティを務めていた番組で、ゴルフ情報を主とした内容で放送。後継番組の『珠久美穂子の、気分はバーディーラッシュ!』もゴルフ情報を伝えていた。

## ネット局
- エフエム大阪 (FM OSAKA) - 制作局。
- エフエム滋賀 (e-radio) - 2009年4月からネット。
- 岡山エフエム放送 (FM OKAYAMA)
- エフエム徳島
- エフエム香川

## FM OSAKA での放送時間
いずれも日本標準時。
- 土曜 6:20 - 7:55（2008年9月6日 - 2009年3月28日）
- 土曜 6:00 - 7:55（2009年4月4日 - 2010年9月25日）

## タイムテーブル（FM OSAKAの場合）
- 6:00 オープニング
- 6:58 TRAFFIC REPORT
- 7:05 Kei's Golf Lesson
- 7:22 TRAFFIC REPORT
- 7:40 TRAFFIC REPORT
- 7:50 エンディング

## FM OSAKA 番組ネットの変化
2009年7月までは、土曜早朝のこの時間帯にも自社制作番組を放送していた。しかし財政状況の悪化により、早朝の時間帯では全曜日ともに自社制作枠を縮小し、撤退を余儀なくされる。それに伴い、2009年4月スタート、大塚由美による『ONE DAY PASTIME』もわずか4か月で終了し、JFNC制作『SATURDAY ON THE WAY』（以下、サタオン）のネットを開始する（大塚は平日朝ワイド『SKY』の大阪ローカル枠『SKY from OSAKA』を担当）。
そんな中で2008年9月、本番組が放送開始。FM OSAKAでは1年ぶりの土曜早朝番組が復活した。
2009年1月、『ON THE WAY ジャーナル』（以下、ジャーナル）の放送を開始。サタオンは30分縮小され、50分枠での放送となる。
2009年4月、ジャーナルが6:00までの1時間番組となったことと、この番組が6:00に繰り上がったことでサタオンは打ち切りとなった。

## この番組をネットしたことによるJFN制作番組ネットの変化
2008年10月、FM岡山、FM徳島、FM香川でネット開始。いずれの局もサタオンを 5:00 - 8:55 に放送していたことから、いったん中断する形で本番組を放送する。
2009年4月、ジャーナルが 6:00 までの1時間番組となり、本番組の放送開始は 6:00 に繰り上がった。FM徳島ではサタオンが打ち切りになり、そのほかの局では 8:00 - 8:55 までのネットとなった。